# محمدرضا بابایی
محمدرضا بابایی دره (زاده ۱۳۴۵ یزد) سیاستمدار اصولگرای ایرانی است که از مهر ۱۴۰۳ در دولت چهاردهم به‌عنوان شانزدهمین استاندار یزد فعالیت می‌کند.
وی دانش‌آموخته کارشناسی مدیریت صنعتی بوده و در رشته علوم قرآن و حدیث، مدرک کارشناسی ارشد خود را از دانشکده الهیات دانشگاه میبد و مدرک دکتری را از دانشگاه اصول دین تهران اخذ کرده است. در ۱۸ مهرماه ۱۴۰۳ با تصویب هیئت دولت، بابایی به عنوان استاندار یزد انتخاب و جایگزین مهران فاطمی شد. وی پیش از این سابقه فرمانداری شهرستانهای مهریز و اشکذر و معاونت برنامه‌ریزی و اقتصادی استانداری یزد را داشته است.